# Velîki Puzîrkî, Izeaslav
Velîki Puzîrkî (în ucraineană Великі Пузирки) este localitatea de reședință a comunei Velîki Puzîrkî din raionul Izeaslav, regiunea Hmelnîțkîi, Ucraina.

## Demografie
Componența lingvistică a localității Velîki Puzîrkî
     Ucraineană (100%)
Conform recensământului din 2001, toată populația localității Velîki Puzîrkî era vorbitoare de ucraineană (100%).